# Ulrich Kahrstedt
Ulrich Kahrstedt (* 27. April 1888 in Neiße/Schlesien; † 27. Januar 1962 in Göttingen) war ein deutscher Althistoriker.

## Werdegang
Kahrstedt begann 1906 ein Studium des Römischen Rechts an der Universität Edinburgh. Noch im selben Jahr wechselte er an die Universität Berlin, wo er altertumswissenschaftliche Fächer, darunter auch altorientalische Sprachen, mit einem Schwerpunkt auf Alter Geschichte studierte. 1907 unterbrach er seine Berliner Zeit für das Studium an der Universität Straßburg. 1910 wurde er bei Eduard Meyer mit einer Arbeit über Demosthenes promoviert. 1912 habilitierte er sich, gefördert von Otto Seeck, an der Universität Münster mit Arbeiten zur karthagischen Geschichte. 1913/14 vertrat er die althistorische Professur in Münster. Nach dem Ersten Weltkrieg, in dem er kurzzeitig Soldat war, ab 1916 Beamter im Kriegsministerium, war er hauptamtlich für die neu gegründete DNVP tätig. 1921 wurde er in Nachfolge Georg Busolts auf den althistorischen Lehrstuhl an der Universität Göttingen berufen, den er bis zu seiner Emeritierung 1952 innehatte. Von 1923 bis 1948 war er ordentliches Mitglied der Akademie der Wissenschaften zu Göttingen. 1933 wählte ihn das Deutsche Archäologische Institut zum ordentlichen Mitglied.
Auch als Professor in Göttingen blieb Kahrstedt für die konservative DNVP politisch aktiv. Ab 1933 unterstützte er die nationalsozialistische Hochschulpolitik. In einer Rede zur Reichsgründungsfeier im Januar 1934 kritisierte er seine Kollegen Karl Brandi und Percy Ernst Schramm scharf für ihre Teilnahme an einem Kongress in Polen. Im November 1938 verhinderte er durch seine Gestaltung der Prüfung als verantwortlicher Prüfer in der Form, dass sie nicht zu bestehen war, die Habilitation der Rechtshistorikerin Gerda Krüger. Krüger galt politisch in NS-Deutschland als nicht zuverlässig, zudem war eine Habilitation von Frauen generell unerwünscht. Anfang 1946 wurde er von der britischen Militärregierung als „politisch unerwünscht“ entlassen, aber schon einen Monat später wieder in sein Amt eingesetzt. Somit konnte er noch im selben Jahr erneut die Verleihung der Venia legendi an Krüger verhindern.
Alfred Heuß bezeichnete Kahrstedt als „das stärkste Talent unter den jüngeren Vertretern seines Faches“. Er verstand die Alte Geschichte sehr weitläufig, in seine Studien schloss er auch Methoden und Ergebnisse von Nachbardisziplinen wie der Klassischen Archäologie, der Klassischen Philologie, der Altorientalistik und der Rechtswissenschaften sowie der Historischen Hilfswissenschaften ein. So weit gefächert wie seine Methoden waren auch seine Forschungsinteressen. Kahrstedt beschäftigte sich wissenschaftlich zunächst vor allem mit der griechischen und karthagischen, aber auch der römisch-germanischen Geschichte. Eine geplante umfassende Darstellung des griechischen Staatsrechts blieb unvollendet. Später bildete die Geschichte der römischen Provinzen seinen Arbeitsschwerpunkt. Die römisch-germanische Zeit im Raum Göttingen versuchte er durch eigene Ausgrabungen zu erforschen. In seinen Publikationen verwendete er häufig moderne Begriffe, etwa Proletariat, Reformation, „Farbige“ aber auch „rote Flut“. Seine politischen Ansichten kamen nicht nur bei seinen berüchtigten öffentlichen Vorträgen in Göttingen zum Tragen, sondern auch in seinen Publikationen war ein geradezu missionarischer Eifer häufig spürbar. So wertete er in der Geschichte des griechisch-römischen Altertums die griechische Klassik zu Gunsten des Hellenismus ab, in den er zudem die römische Geschichte einzuarbeiten versuchte. Die Arbeit wurde ebenso wie sein an Theodor Mommsen orientiertes, aber nicht über den ersten Band zu Sparta hinaus gekommenes, Griechisches Staatsrecht stark von seinen Fachkollegen kritisiert. Heute wird Kahrstedt kaum noch rezipiert.

## Schriften (Auswahl)
- Geschichte der Karthager von 218–146. Weidmann, Berlin 1913.
- Pax Americana. Eine historische Betrachtung am Wendepunkte der europäischen Geschichte. Drei Masken Verlag, München 1920.
- Griechisches Staatsrecht. Bd. 1: Sparta und seine Symmachie. Vandenhoeck & Ruprecht, Göttingen 1922.
- Geschichte des griechisch-römischen Altertums. Münchner Verlag, München 1948.
- Kulturgeschichte der römischen Kaiserzeit. 2. Auflage. Francke, Bern 1958.
- Die wirtschaftliche Lage Großgriechenlands in der Kaiserzeit. Steiner, Wiesbaden 1960.